# Кастельветрано
Кастельветрано (італ. Castelvetrano, сиц. Castedduvitranu) — муніципалітет в Італії, на південному заході регіону Сицилія,  провінція Трапані. Кастельветрано розташоване на відстані близько 470 км на південь від Рима, 75 км на південний захід від Палермо, 50 км на південний схід від Трапані. Населення — 31 781 особа (2014). Щорічний фестиваль відбувається 24 червня. Покровитель — святий Іван Хреститель.

## Демографія
Населення за роками:

Станом на 31 грудня 2014 року в муніципалітеті офіційно проживало 1430 іноземців з 63 країн, серед них 503 громадяни країн Євросоюзу та 8 громадян України.

## Сусідні муніципалітети
- Кампобелло-ді-Мацара
- Мацара-дель-Валло
- Менфі
- Монтеваго
- Партанна
- Салемі
- Санта-Нінфа